# Олесиці
Олесиці (пол. Olesice) — село в Польщі, у гміні Вітоня Ленчицького повіту Лодзинського воєводства.
Населення — 18 осіб (2011).
У 1975-1998 роках село належало до Плоцького воєводства.

## Демографія
Демографічна структура станом на 31 березня 2011 року:
|          | Загалом | Допрацездатний вік | Працездатний вік | Постпрацездатний вік |
| -------- | ------- | ------------------ | ---------------- | -------------------- |
| Чоловіки | 11      | 0                  | 10               | 1                    |
| Жінки    | 7       | 0                  | 3                | 4                    |
| Разом    | 18      | 0                  | 13               | 5                    |